# Don Alfonso
„Don Alfonso“ je píseň britského multiinstrumentalisty Mika Oldfielda. Na začátku roku 1975 byla vydána jako jeho druhý singl, který se ale v britské hudební hitparádě neumístil. Na B straně singlu se nachází raná verze instrumentální skladby „In Dulci Jubilo“, která byla podle svého názvem „In Dulci Jubilo (for Maureen)“ věnována Oldfieldově matce Maureen. Tato verze skladby je odlišná od následujícího singlu.
Samotná píseň „Don Alfonso“ je tzv. novelty song (komická a nesmyslná píseň) ze začátku 20. století. V Oldfieldově verzi ji zpívá David Bedford.
K písni byl také natočen videoklip, ve kterém hraje Larry Martyn v roli nešikovného toreadora Dona Alfonsa.

## Seznam skladeb
1. „Don Alfonso“ (tradicionál, úprava Oldfield) – 4:20
2. „In Dulci Jubilo (for Maureen)“ (Bach, úprava Oldfield) – 2:45